# Romeu Tuma Júnior
Romeu Tuma Junior (São Paulo, 13 de agosto de 1960) é um político brasileiro filiado ao Republicanos. Atualmente, é presidente do Conselho Deliberativo do Corinthians.

## Policial
Descendente de sírios, Romeu Tuma Júnior iniciou a carreira policial aos 18 anos como investigador, em 1978. Foi Delegado de Polícia concursado da Polícia Civil do Estado de São Paulo, e em 2002 era delegado da Seccional de Taboão da Serra, quando foi o primeiro delegado responsável pelas investigações do assassinato do prefeito de Santo André Celso Daniel (PT), além de ser a segunda pessoa a ver o corpo do prefeito em Itatiba. Foi também deputado estadual paulista e ocupou o cargo de Secretário Nacional de Justiça (2007-2010) durante o governo do presidente Luiz Inácio Lula da Silva e presidindo, à época, o Conselho Nacional de Combate à Pirataria. Filho do falecido político Romeu Tuma e irmão de delegados e políticos, Tuma Júnior aposentou-se do cargo de Delegado Classe Especial (topo da carreira) em 2013, com 35 anos de serviço.

## Político
Formado em Direito,  foi deputado estadual entre os anos de 2003 e 2007. Ocupou o cargo de corregedor parlamentar e foi presidente das comissões de Segurança Pública e de Defesa dos Direitos do Consumidor na Assembléia Legislativa paulista.
Diálogos interceptados seu gabinete pela Polícia Federal indicavam uma suposta articulação do Secretário Nacional de Justiça, Romeu Tuma Júnior, para acompanhar um concurso público. a com aprovação do ilustre escrivão da Polícia Civil do Estado de São Paulo, fazia gosto queo "futuro policial", com o policial Paulo Guilherme ‘Guga’ Mello, seu braço direito no Ministério da Justiça.
Investigações da PF indicavam que o gabinete de Tuma Júnior supostamente funcionava como "central de favores" para parentes, amigos e aliados do próprio Secretário Nacional de Justiça e também de seus assessores mais próximos. Segundo matéria do Estadão, "diálogos e documentos colhidos ao longo da investigação mostram que Tuma Júnior e assessores usaram a secretaria para, por exemplo, agilizar processos de naturalização de estrangeiros ilegais e obter na PF a emissão a jato de passaportes para atender pedidos que chegavam diariamente por telefone". Inquérito policial também apontou provável lobby do próprio Tuma Júnior para a aprovação de um pedido de indenização em favor do pai de um dos seus assessores.
Outras gravações revelam que Romeu Tuma Júnior, então presidente do Conselho Nacional de Combate à Pirataria do governo Lula,  atuou no controlae do contrabando de produtos piratas na região da Rua 25 de Março, na capital paulista, instaurou inquérito para investigar no Estado. Li foi preso com mais 13 pessoas, sob acusação de comandar quadrilha especializada no contrabando de telefones celulares falsificados. Tuma Júnior demonstra ter negócios com Li já que dividiu um quarto de hotel e comprou vídeojogos.

### Como denunciante
Tuma Júnior escreveu com o jornalista Claudio Tognolli o livro (Assassinato de Reputações – Um Crime de Estado - Editora Topbooks) em que denuncia o que ele considera como aparelhamento do governo pelo PT para cometer crimes,  em especial pedidos heterodoxos feitos a ele quando Secretário no Ministério da Justiça, e que Luiz Inácio Lula da Silva teria sido informante do governo militar.
O livro vai ser adaptado para o filme Quem matou Celso Daniel, com direção de Marcos Jorge e lançamento previsto em 2019.

### No Corinthians
Em 1° de fevereiro de 2024, foi eleito  presidente do Conselho Deliberativo do Corinthians, em eleição realizada no Parque São Jorge. O mandato é de três anos. Tuma recebeu 164 votos, ele disputou a eleição com Jorge Kalil, ex-vice-presidente e também ex-diretor adjunto de futebol do clube, que teve 109 votos - dois conselheiros anularam o voto.

## Desempenho eleitoral
| Ano  | Eleição                | Partido | Cargo             | Votos  | %     | Resultado  | Ref    |
| ---- | ---------------------- | ------- | ----------------- | ------ | ----- | ---------- | ------ |
| 2002 | Estaduais em São Paulo | PPS     | Deputado estadual | 63.523 | 0,33% | Eleito     | [ 13 ] |
| 2006 | Estaduais em São Paulo | PMDB    | Deputado estadual | 43.800 | 0,22% | Não eleito | [ 14 ] |
| 2018 | Estaduais em São Paulo | PRB     | Deputado federal  | 13.343 | 0,06% | Não eleito | [ 15 ] |